# NGC 1046
NGC 1046 је елиптична галаксија у сазвежђу Кит која се налази на NGC листи објеката дубоког неба.
Деклинација објекта је + 8° 43' 12" а ректасцензија 2h 41m 12,8s. Привидна величина (магнитуда) објекта NGC 1046 износи 13,8 а фотографска магнитуда 14,8. NGC 1046 је још познат и под ознакама MCG 1-7-24, CGCG 414-39, NPM1G +08.0090, PGC 10185.